# Kh-32
Kh-32 (en ruso: Х-32) es un misil de crucero supersónico ruso lanzado desde el aire con un alcance de 600-1000 km desarrollado por la MKB Raduga a partir del Kh-22. El misil fue aceptado en el servicio activo en el año 2016 como armamento para los bombarderos Tu-22M3M.

## Historia
El trabajo en la profunda modernización del misil Kh-22 comenzó finalizando la década de 1980, debido a la baja inmunidad de su sistema de guía por radar operando en frecuencias fijas. Cuando el enemigo interfería el radar, no se podía lanzar el Kh-22.
El 19 de junio de 1990 se firmó el contrato número 01133 para comenzar el desarrollo de una adaptación del misil. Sin embargo, debido a la crisis que el país sufrió durante esta década, y la escasa financiación, el trabajo se suspendió varias veces. En 1998, los primeros ensayos de los misiles mejorados fueron llevados a cabo sobre la base del 929 GLITS, los trabajos subsecuentes fueron detenidos debido a la falta de financiación de la Oficina de Diseño Tupolev para la modernización del portaaviones.
El 7 de marzo del 2008, se firmó el Contrato Nº 83042 con el Comité de Estado Raduga para el diseño y el desarrollo de los misiles prototipos de pruebas 9-A-2362, junto a los misiles TK-56 hasta el 25 de noviembre del 2011. La oficina Tupolev re-equipó un avión de combate Tu-22M3 para las pruebas sobre la adaptación-45.03M.
Basado en la Resolución del Consejo de Ministros de Rusia Nº 1080-31 de diciembre del 2010 sobre la orden del estado de la defensa para el año 2011 y el periodo planeado 2012-2013, el  avión Tu22M3 fue reequipado con un prototipo del misil aire-tierra 9-A-2362. Los ensayos de vuelo con los aviones portando los misiles se llevaron a cabo a finales del año 2013. Varios vuelos fueron completados, incluido al menos un vuelo en el cual se lanzaron misiles.
En agosto del 2016, la Corporación de Armamento de Misiles Tácticos (que incluye al Comité Raduga), continuó con la investigación del producto. También se ha confirmado que el producto permanece con un alto grado de disponibilidad técnica.
A finales del 2016, el misil Kh-32 fue adoptado oficialmente. Se ha planeado modernizar un total de 30 aviones Tu-22M3 a la versión Tu-22M3M.

## Diseño

### Principales diferencias respecto al misil Kh-22
El misil Kh-32 está basado en el fuselaje del kh-22 y sus dimensiones geométricas son idénticas. El peso de la ojiva se ha reducido a 500 kg (1.100 lb), para aumentar su alcance.
Tiene un nuevo y más potente motor. Se le ha incorporado un sistema de navegación inercial con correcciones vía radio señal y se le han instalado referencias del terreno mediante altímetros. Se le ha instalado un sistema de control automático.
Tiene un alcance máximo de 997 kilómetros (620 millas), por lo que puede ser lanzado fuera del alcance de los F/A-18 Super Hornets, de la Armada de los Estados Unidos, debido a que estos tienen un alcance máximo de combate de aproximadamente 885 km (550 millas). Sin embargo, los F/A-18 están armados con los AIM-120D (con un alcance máximo de 160 km (86 millas náuticas)), posibilitando a los Super Hornet interceptar a la plataforma de lanzamiento de los misiles.

### Penetración de los sistemas de defensa de misiles
Konstantin Sivkov (un coronel retirado de Rusia) cree que el Kh-32 cuenta con medios capaces de atravesar los sistemas defensivos del Sistema de Combate Aegis, equipados con los misiles interceptores Standard Missile 6:
- El Kh-32 en su fase final, ataca al objetivo mediante un fuerte picado (desbaratando los  sistemas de defensa basados en radares que no incluyen objetos directamente sobre ellos en sus ángulos de detección).
- El radar multifrecuencia a bordo del kh-32 tiene mejor resistencia a la guerra electrónica, por ejemplo, frente a las interferencias puntuales.